# Rheotanytarsus lamellatus
Rheotanytarsus lamellatus är en tvåvingeart som beskrevs av Reiss 1972. Rheotanytarsus lamellatus ingår i släktet Rheotanytarsus och familjen fjädermyggor. Inga underarter finns listade i Catalogue of Life.